# Gasthausstraße 35 (Mönchengladbach)

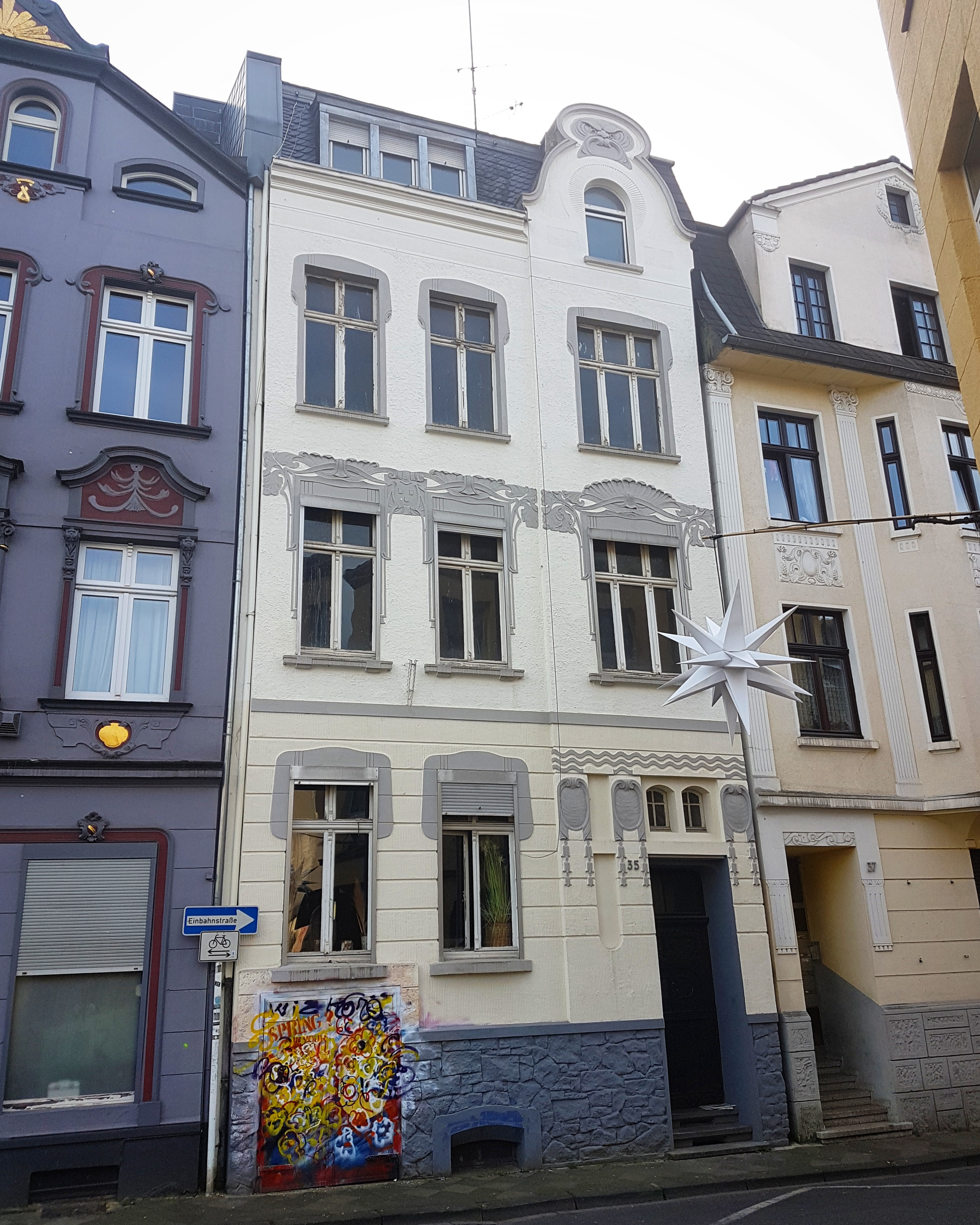
Wohnhaus (2018)

Das Wohnhaus Gasthausstraße 35 steht in Mönchengladbach (Nordrhein-Westfalen) im Stadtteil Gladbach.
Das Gebäude wurde 1910 erbaut. Es ist unter Nr. G 031 am 15. Dezember 1987 in die Denkmalliste der Stadt Mönchengladbach eingetragen worden.

## Architektur
Die Gasthausstraße liegt innerhalb des historischen Stadtkerns unmittelbar am Ring der alten Stadtmauer. Das Haus Nr. 31 liegt in einer weitgehend intakten historistischen Häusergruppe der Nummern 27, 33, 35, 37, und 39.
Das dreigeschossige Mietwohnhaus aus dem Jahre 1910 hat drei  Fensterachsen und ein ausgebautes Mansarddach. Die Fassade ist glatt verputzt.
Das Bürgerhaus ist aus städtebaulichen und architekturgeschichtlichen Gründen schützenswert.